# Puente del Eurimedonte (Aspendos)
El puente del Eurimedonte fue un puente romano tardío sobre el río homónimo (moderno Köprü Çay), cerca de Aspendos, en Panfilia, en el sur de Anatolia. Los cimientos y otros bloques de piedra (spolia) de la estructura romana fueron utilizados por los selyúcidas para construir un puente que lo reemplazó en el siglo XIII, el Köprüpazar Köprüsü, que se mantiene hasta nuestros días. Este puente se caracteriza por un desplazamiento significativo a lo largo de su línea media, notable al observar sus antiguos muelles.

## Puente romano

### Estructura

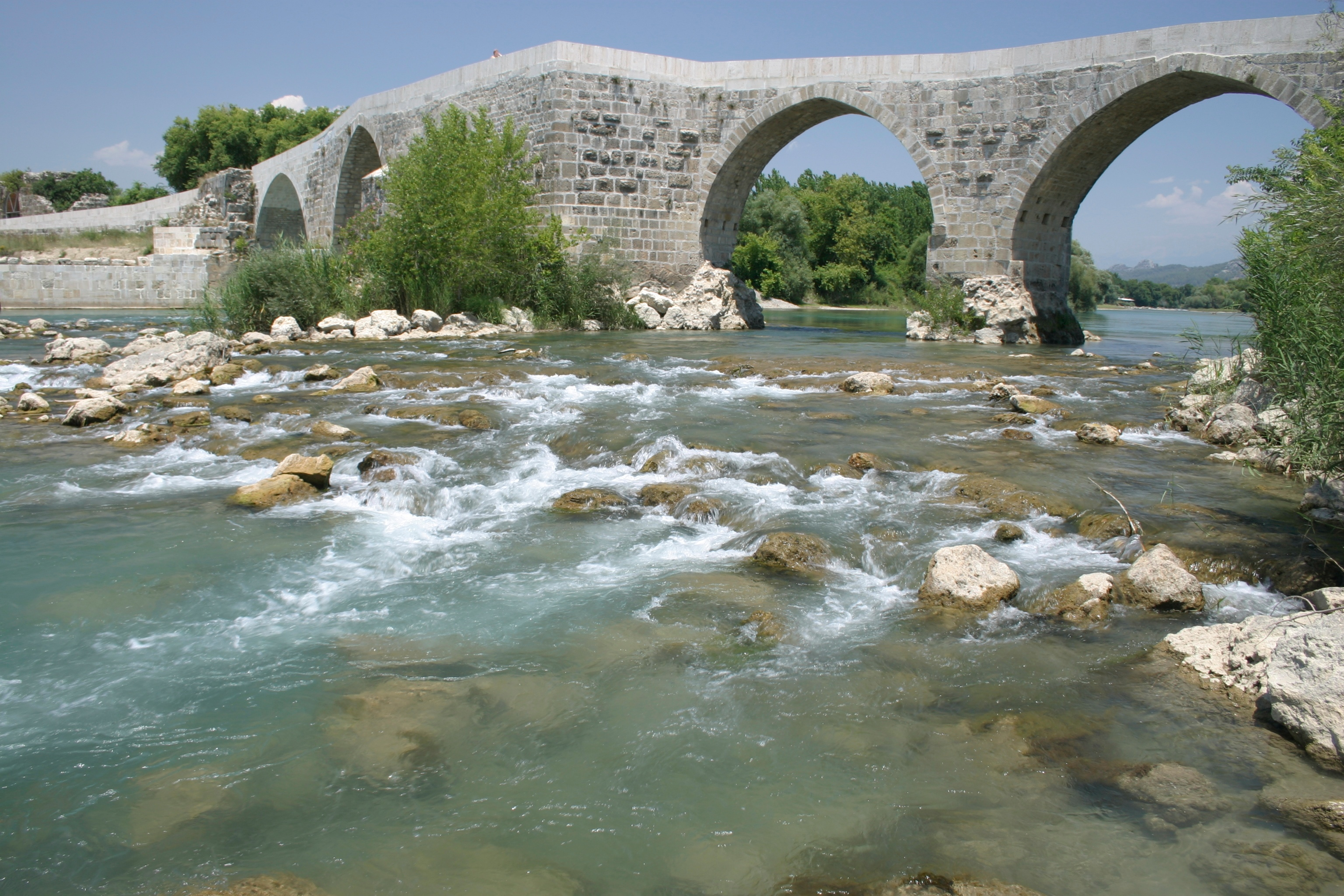
El desplazamiento característico en el curso medio.

La forma original y la construcción del puente de época romana se han reconstruido digitalmente, sobre la base de los restos existentes de la antigua estructura: las rampas, los contrafuertes y los cimientos de los pilares. Varias piezas del puente original están esparcidas a lo largo del lecho del río en ambas orillas, y no se usaron durante la reconstrucción.
Originalmente, el puente tenía una longitud de 259,50 m y un ancho de 9,44 m, y constaba de nueve arcos semicirculares. Cruzaba el río en un ángulo básico de 90 grados, aunque estaba inclinado ligeramente en un extremo. Las dos rampas de acceso proporcionan información sobre la altura total de la estructura, y el gradiente en cada extremo es similar (12,3% y 12,2%), El punto medio del puente era aproximadamente 4,1 m más alto que la estructura selyúcida posterior.
Esta sección del medio estaba sobre seis arcos, mientras que ambos lados tenían arcos más pequeños (uno a la derecha y dos a la izquierda) que servían como aliviaderos en caso de que el río se desbordara. En su nivel normal, el río fluía entre los tres arcos centrales, constreñidos por refuerzos de mampostería en forma de doble cuña, colocados en los dos pilares externos y destinados a evitar que se debilitaran por el río. Estas estructuras de mampostería fueron, de acuerdo con el registro arqueológico, notablemente más altas en el lado aguas arriba (8,15 m) que en aguas abajo (4,76 m). Además, se agregaron rompeolas en forma de cuña en los muelles, aunque no todos los muelles los presentan en ambos lados. Los vanos de los tres arcos centrales se han determinado en 23,52 m para el arco central y 14,95 m para los dos arcos laterales, mientras que los dos muelles que sostienen el arco central se midieron a 9,60 m. Los vanos en el extremo derecho de la estructura revelan el método de construcción de cámara hueca de la cubierta del puente, [2] típico de varios puentes romanos en Asia Menor, como por ejemplo el puente de Esepo. La gran altura de la estructura antigua se ha verificado con el descubrimiento de vástagos con roscas de hierro de 1,5 m de longitud, que, unidas con ganchos y bucles, se usaron para reforzar la mampostería en los cimientos del puente.  El cuerpo principal del puente se construyó con hormigón, que sobrevive al menos en un pilar de la época selyúcida como cimiento.

## Fechas

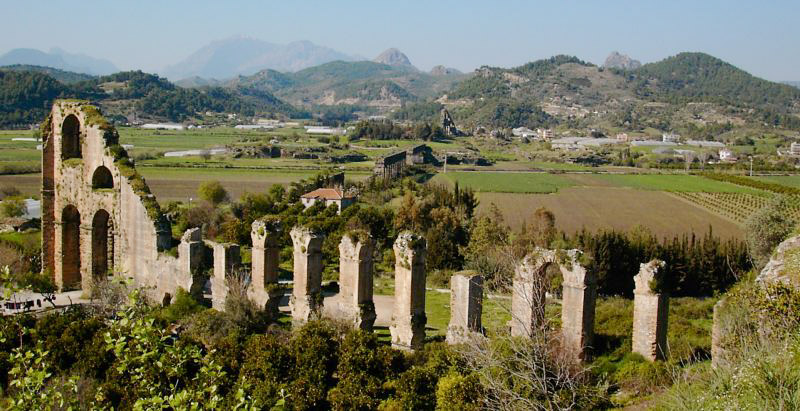
El conducto de presión del acueducto de Aspendos.

La fecha exacta de la construcción del puente es incierta. La fecha de construcción está estrechamente relacionada con el acueducto de Aspendos, partes del cual fueron reutilizadas en el puente. Solo en el armazón exterior del puente, se reutilizaron 250 piedras con forma tuberías del conducto de presión principal del acueducto. Como se sabe que el acueducto funcionó hasta el siglo IV, esto proporciona un término post quem para la construcción del puente del Eurimedonte, aunque es posible que ya existiera un puente anterior en esta ubicación. Este puente posiblemente pudo haber sido destruido en el gran terremoto de mayo de 363, que también derruyó el acueducto, lo que explica el uso de las piedras del conducto de este último para la reconstrucción del puente.

## Puente selyúcida

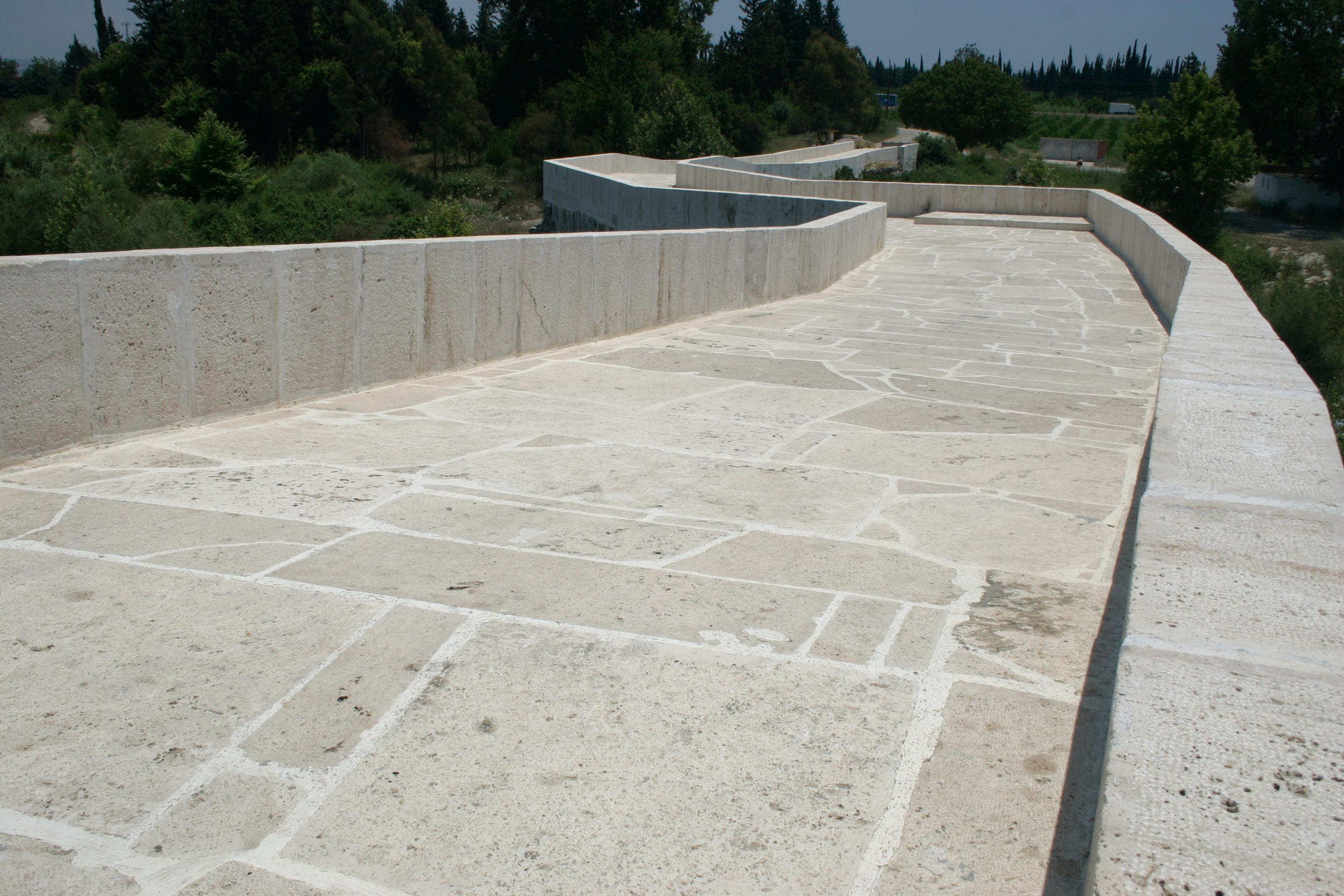
Primer plano del curso en zigzag.

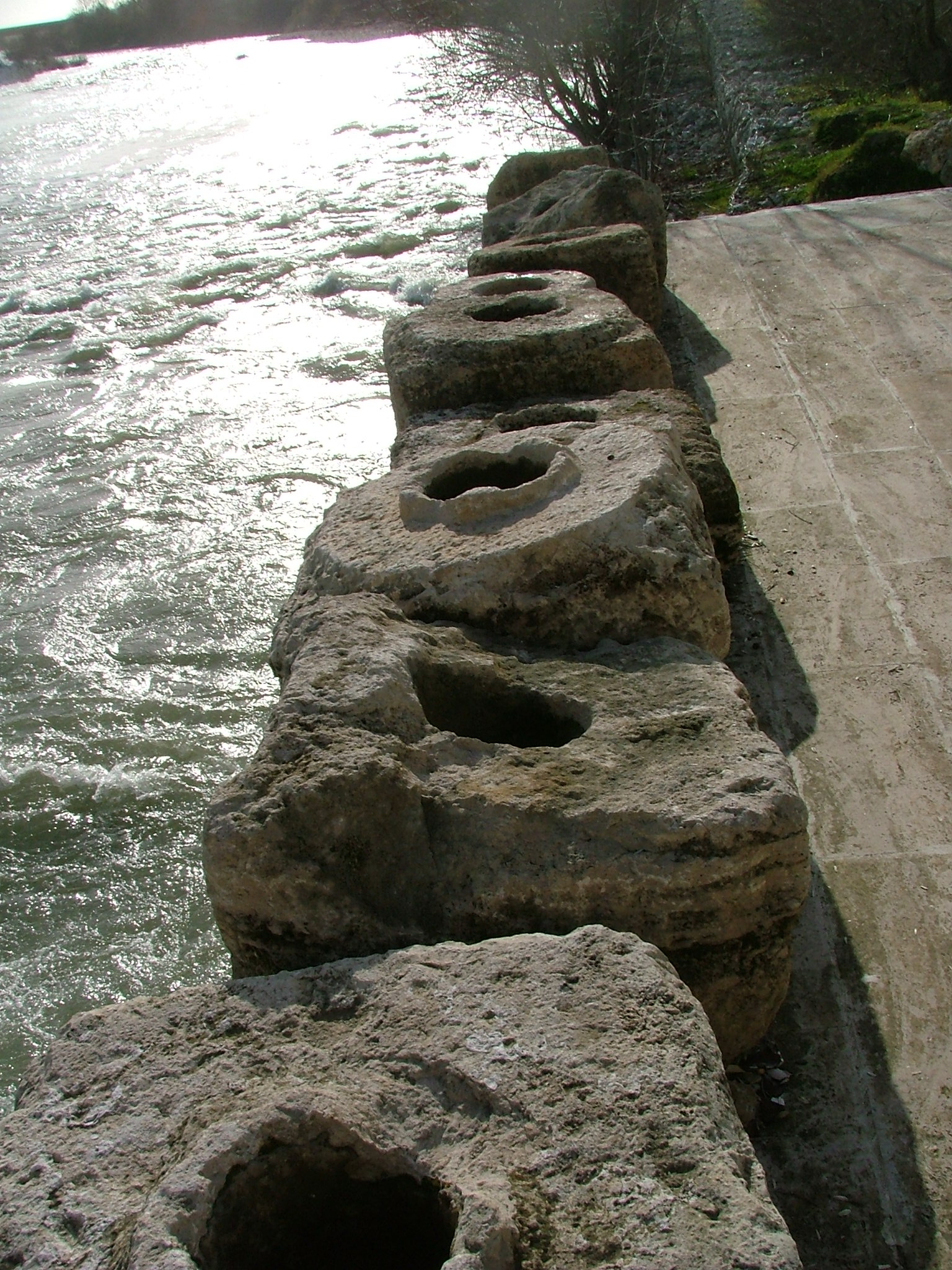
Piedras del conducto reutilizadas.

A principios del siglo XIII, el sultán selyúcida Kayqubad I (1219-1237) construyó un nuevo puente sobre los restos de la estructura antigua tardía, que se había derrumbado, probablemente también debido a un terremoto. Los constructores selyúcidas siguieron el curso de los restos romanos, incluso en las secciones donde los pilares se habían movido parcialmente aguas abajo de su posición original; como resultado, el puente selyúcida presenta un desplazamiento bastante brusco. Este curso en zigzag, formado por dos curvas sucesivas de 90 grados, en combinación con los arcos apuntados, le dan al puente de la época selyúcida una apariencia que es bastante distinta de la de su precursor romano.
El puente selyúcida es de dimensiones considerablemente  reducidas, algo que permitió el uso completo de los restos romanos. Así, por ejemplo, la reducción del ancho a casi la mitad del original hizo posible la integración de pliares antiguos que sobrevivieron a medias. Los arcos medievales eran también 4,1 m más bajos que los romanos, y la longitud del puente se acortó, por lo que la nueva rampa del puente comenzó en el lugar donde la estructura romana ya había alcanzado su nivel de altura final.
El puente está construido principalmente con bloques de piedra, mientras que partes de la estructura antigua se han reutilizado, incluidas las piedras del conducto, que se construyeron en la nueva rampa. Las obras de restauración a fines de la década de 1990 en el antepecho desmoronado del puente también revelaron inscripciones de piedra en griego y árabe.